# Virtual Network Operator
Ein Virtual Network Operator bzw. virtueller Netzwerkbetreiber stellt aus den Infrastrukturen und Technologien verschiedener Telekommunikationsanbieter individuelle Netzwerklösungen für Unternehmen zusammen ohne eigene Netzwerkinfrastruktur zu besitzen.
Die Unternehmen profitieren so von Netzwerken, die optimal auf die Gegebenheiten ihrer Standorte zugeschnitten sind.
Diese Netzwerkbetreiber werden als „virtuell“ bezeichnet, da sie Netzwerkservices anbieten, ohne selbst die physischen Grundlage der Datenleitungen zu besitzen.

## Grundlagen
Ein VNO vernetzt in der Regel weltweite Standorte einer Firma im Bereich Weitverkehrsnetze (WAN), um die sichere Übertragung von Datenpaketen zwischen den einzelnen Standorten zu garantieren. Für diese Dienstleistung kann der unabhängige VNO auf die Infrastruktur verschiedener Infrastrukturbesitzer (Carrier) zurückgreifen. Diese unterscheidet den unabhängigen VNO von Carriern, die ebenfalls gemanagte Netzwerklösungen anbieten, aber dafür nur auf ihr eigenes Netz zurückgreifen können. Ein VNO wählt aus einer Vielzahl von Infrastrukturen weltweiter Carrier die für seine Kunden optimalen aus. Diese Teillösungen verbindet er zu einem virtuellen Netzwerk.

## Geschichte
Ursprünglich waren nur die Carrier auch im Geschäft der Bandbreite Alleinanbieter. Die Deregulierung im Bereich der Telekommunikation (TK) veränderte den weltweiten TK-Markt drastisch. Bereits im Herbst 1996 war z. B. die bevorzugte Stellung der Deutschen Telekom in Deutschland im Bereich der Netz-Infrastruktur gefallen und 1998 verloren sie auch ihre Monopolstellung in der Sprachtelefonie. Durch die steigende Anzahl an Wettbewerben kam es um 2000 herum zu einem massiven Preissturz. In Verbindung mit der Rezession zu dieser Zeit führte dies zu einem wirtschaftlichen Einbruch bei den Carriern. Große Investitionen der TK Anbieter in den Ausbau ihrer Infrastruktur erhöhten deren wirtschaftliche Probleme.
Diese Situation ermöglichte den VNOs weltweit einen Wettbewerbsvorteil. Sie mieten die Infrastruktur der Carrier und besitzen keine eigenen abschreibungspflichtigen Netze.

## Funktionsweise
Die globale Standortvernetzung kann durch übergangslose Multi Protocol Label Switching (MPLS)-Netzwerke verschiedener Carrier verwirklicht werden. So wird die Übertragung von Datenpaketen in einem verbindungslosen Netz garantiert. Als sicherste Variante der Vernetzung bietet ein VNO wie mitcaps IP Secure VPNs an. Diese sind hochsichere Virtual Private Networks, die über IP-Netzwerke mit verschlüsselten Tunnels (IPsec) realisiert werden.

## Dienstleistung
Zu den Dienstleistungen eines VNOs zählen insbesondere das Management sämtlicher Verträge, die Auswahl geeigneter Carrier sowie das Supporting und Monitoring des kompletten Netzwerks. Ein VNO steht dem Kunden im ganzen Geschäftsfeld von der Konzeption über den Vertrag bis hin zur proaktiven Betreuung des Netzes als Single Point of Contact (SPOC) zur Verfügung. Um die Transparenz eines Servicevertrages zu erhöhen, werden zu den Dienstleistungen explizit SLAs (Service-Level-Agreement) vereinbart. Diese SLAs haben für einen VNO wie mitcaps oder Vanco eine wichtige Bedeutung, da die Serviceleistung das entscheidende Abgrenzungskriterium zu anderen Providern und Carriern ist.

## Weitere Virtual Network Konzepte

### Mobile Virtual Network Operator
Die ersten Mobile Virtual Network Operators (MVNOs) wurden um 2004 operativ in Deutschland tätig. Im Gegensatz zum Netzbetreiber verfügt ein MVNO über kein eigenes Accessnetzwerk mit eigenen Funkstationen. Der MVNO hat sonst alle weiteren Dienstleistungen, wie Erfassung von Kundendaten, Erstellung von Rechnungen, das Inkasso und die Kundenbetreuung, mit den Netzwerkbetreibern gemeinsam. Das Netz mietet er aber von Netzbetreibern.
Der „echte“ MVNO nutzt das Mobilfunknetz als Übergangsstrecke und gestaltet eigene Basis- und Mehrwertdienste. Das Netz kann aus Access-Netzen unterschiedlicher Netzbetreiber bestehen. Für den Kunden ist das hybride Netz nicht erkennbar. Allerdings braucht der Zukauf von Übergangsstrecken eine zusätzliche Handelsstufe, die Zusatzkosten bedeutet. Die MVNOs können dennoch günstigere Tarife anbieten, da sie an Vertriebsaufwand sparen. Durch den Internet-Vertrieb ohne eigene Shops und reduzierte Kundenbetreuungsleistungen sparen sie die in den Verhandlungen entstandenen Mehrkosten wieder ein.
Das unterscheidet MVNOs von VNOs. Denn ein VNO hat gerade durch den guten Kundenservice einen Wettbewerbsvorteil gegenüber den Carriern.